# Iris edomensis
Iris edomensis är en irisväxtart som beskrevs av Joseph Robert Sealy. Iris edomensis ingår i släktet irisar, och familjen irisväxter.
Artens utbredningsområde är Jordan. Inga underarter finns listade i Catalogue of Life.